# آیچا وارلیر
آیچا وارلیر (انگلیسی: Ayça Varlıer؛ زادهٔ ۷ مهٔ ۱۹۷۷) بازیگر اهل ترکیه است. وی از سال ۱۹۹۸ میلادی تاکنون مشغول فعالیت بوده‌است.